# راي شيري
راي شيري (بالإنجليزية: Ray Sherry)‏ هو مقدم تلفزيوني وسياسي أسترالي، ولد في 3 أكتوبر 1924 في سيدني في أستراليا، وتوفي في 13 يونيو 1989. حزبياً، نشط في حزب العمال الأسترالي. وقد انتخب عضو مجلس نواب تسمانيا عن دائرة Division of Franklin (state) ‏ (11 ديسمبر 1976 – 28 يوليو 1979) وانتخب عضو مجلس النواب الأسترالي عن دائرة Division of Franklin ‏ (25 أكتوبر 1969 – 13 ديسمبر 1975).